# Canaanimico
Canaanimico — це вимерлий рід мавп Нового Світу середнього розміру з пізнього олігоцену (приблизно 26.5 млн років, Десеадан за класифікацією SALMA) викопної флювіо-озерної формації Чамбіра басейну Укаялі в амазонському Перу. Рід був описаний Marivaux et al. у 2016 р. і типовим видом є C. amazonensis.

## Опис
Canaanimico був описаний Marivaux та ін. на основі двох ізольованих верхніх молярів, зібраних у викопному місці Контамана. Автори прийшли до висновку, що, виходячи зі зразків мікрозносу зубів, записаних на одному верхньому молярі, Канааніміко, ймовірно, поїдав фрукти та тверді предмети. Сільвестро та ін. оцінив масу тіла Канааніміко в 2000 грамів, що робить його мавпою Нового Світу середнього розміру.

## Класифікація
Marivaux та ін. віднесли рід до підродини Soriacebinae родини Homunculidae, тоді як Silvestro et al. (2017) надають роду статус incertae sedis для родини та підродини. Marivaux та ін. запропонував тісний зв'язок з міоценовими південноамериканськими родами 'Soriacebus' (Santacrucian) і Mazzonicebus (Colhuehuapian).